# Liguri

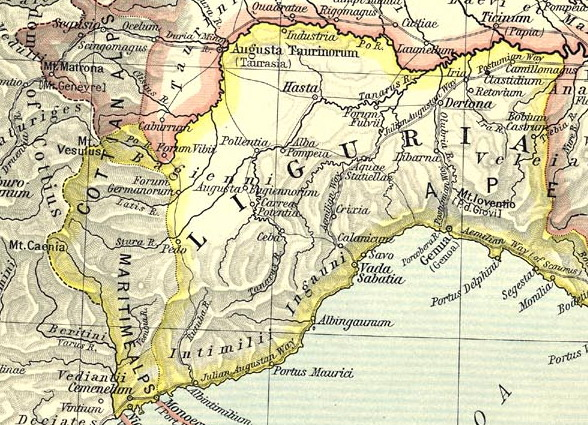
Mappa dell'antica Liguria, tra i fiumi Po, Varo e Magra

I Liguri (in latino Ligures) furono un'antica popolazione che ha dato il suo nome all'odierna regione della Liguria e al Mar Ligure che la bagna.
In epoca preromana i Liguri occupavano l'attuale Liguria, il Piemonte a sud del Po, le Alpi Marittime che si trovano anche nell'area geografica italiana e parte della costa nord-occidentale della Toscana.
È però opinione comune che, intorno al 2000 a.C., i Liguri occupassero un'area molto più vasta, comprendente grande parte del Nord Italia occidentale fino a tutta la Toscana settentrionale a nord dell'Arno, la regione francese della Provenza-Alpi-Costa Azzurra e presumibilmente parte della penisola iberica; la presenza di popolazioni liguri è attestata anche nelle coste tirreniche dell'Italia centrale (Virgilio; Sesto Pomponio Festo) e nelle isole di Corsica, Sardegna, Sicilia ed Elba (Ilvates). Secondo taluni studiosi anche i rilievi del Mugello e del Casentino, in epoca antica, erano abitati da tribù di pastori liguri (Maugelli e Casuentini).
Successivamente, al sopraggiungere di nuove ondate migratorie (Italici, Venetici e Galli) si ritirarono fino a essere ristretti nei loro confini storici. Come si sia in pratica arrivati a questo "ritiro" è ancora oggetto di dibattito; le ipotesi variano dalla pacifica fusione dei popoli, a un ritiro volontario o alla guerra con successiva pulizia etnica.
Secondo una visione invasionista tradizionale, i Liguri sarebbero stati in origine un antichissimo popolo pre-indoeuropeo. Secondo una visione più continuista, rappresenterebbero un antico strato indoeuropeo diffuso nel II millennio a.C. in tutta l'area tirrenica e appartenenti alla grande famiglia dei Celti.

## Etnonimo
Il termine Ligures e Liguria deriva dal latino ed è di origine oscura, tuttavia gli aggettivi latini Ligusticum (come il Mare Ligusticum) e Liguscus rivelano l'originale -sc- nella radice ligusc-, che si semplificò in -s- e si trasformò poi in -r- nel nome latino Liguries secondo il rotacismo. Il formante -sc- (-sk-) è presente nei nomi etrusco, basco, guascone ed è ritenuto da alcuni ricercatori correlato ai popoli marittimi o marinai.
Non sappiamo come i Liguri si chiamassero nella loro lingua e se avessero un termine per definirsi. "Liguri" è un termine che deriva dal nome con cui i Greci chiamarono questa etnia (Ligyes) quando cominciarono l'esplorazione del Mediterraneo occidentale. Successivamente, in epoca tarda, cominciarono anche loro a usare questo termine per differenziarsi dalle altre etnie. Il termine "ligure" sembra essere correlato a Loira. Il nome del fiume francese infatti deriva dal latino "Liger", quest'ultimo a sua volta probabilmente dal gallico *liga", che significa fango o limo. Liga deriva dalla radice proto-indoeuropea *legʰ-, che significa "giacere", come nella parola gallese Lleyg.
Alcuni studiosi, citando Plutarco, riferiscono di un singolo episodio (la battaglia di Aquae Sextiae del 102 a.C.), quando i Liguri alleati dei Romani contro i Cimbri e i Teutoni urlarono "Ambrones!" come grido di battaglia, ottenendo in risposta lo stesso grido di battaglia dal fronte avverso; ma sull'episodio ci sono interpretazioni opposte.
Un'opinione, condivisa dai più, è che in origine i Liguri non avessero un termine per definire tutta la propria etnia, ma avessero soltanto nomi con cui si definivano come membri di una particolare tribù. Solo quando dovettero confrontarsi con popoli uniti e organizzati (Greci, Etruschi, Romani) e dovettero federarsi per difendersi avrebbero sentito la necessità di riconoscersi etnicamente tramite un unico termine.
Altri studiosi accennano all'eroe Lúg della tradizione celta nel cui nome è contenuta la radice della parola "ligure".

## Le fonti antiche
La fonte più antica che cita i Liguri è rappresentata da una discussa versione di un frammento di Esiodo (fine VIII-inizi VII secolo a.C.), riportato da Strabone che cita i Liguri (Libuas o i Libi?) insieme agli Etiopi e agli Sciti come i più antichi abitanti del mondo: “Etiopi, Liguri e Sciti allevatori di cavalli”, Esiodo considera i Liguri la principale Nazione dell'Occidente, descrive i tre grandi popoli che definisce barbari, che controllavano il mondo allora conosciuto, gli Sciti a Oriente, gli Aetiopi nell'Africa, i Liguri a Occidente. Sempre Esiodo redige il racconto mitico della caduta di Fetonte, presso l'Eridano (spesso individuato nel Po), dove venne pianto dal Re dei Liguri Cicno. Cupavone, figlio e successore di Cicno, e Cunaro, suo collega di regno, sono citati da Virgilio quali alleati di Enea nella guerra contro Turno; altre fonti riconducono la fondazione di Janua (Genova) a un diverso gruppo di esuli troiani.
Ecateo di Mileto conferma la presenza dei Liguri dal sud della Spagna sino alla Toscana nel VI sec. a.C.
Eschilo, nel V sec. a.C., conferma la presenza dei Liguri in Francia in epoca antecedente la fondazione di Marsiglia nel VI secolo a.C. Eschilo inoltre, a rimarcare la fama dei Liguri in terra ateniese, mette in bocca a Prometeo il seguente avvertimento per Ercole: «… Tu incontrerai l’intrepida oste dei Liguri, e tu valoroso vedrai quanto sieno abili nel combattere…».
Tucidide (V secolo a.C.) riferisce come i Sicani si sarebbero stabiliti in Sicilia, scacciati dai Liguri dal loro territorio originario presso il fiume Sicano nella penisola iberica, prima della guerra di Troia. Mentre, secondo Filisto da Siracusa (V-IV secolo a.C.), i Siculi, popolo giunto in Trinacria dopo i Sicani, sarebbero stati Liguri, cacciati dalla loro terra dagli Umbri e dai Pelasgi e passati in Sicilia sotto la guida di Siculo (mitologico re), diciotto anni prima della guerra di Troia.
Erodoto (V secolo a.C.), elencando i popoli che presero parte alla spedizione di Serse contro i Greci, enumera i Liguri insieme ai Paflagoni e ai Siri. Di nuovo li cita tra i componenti dell'esercito radunato dal tiranno Terillo di Imera e comandato dal cartaginese Amilcare, figlio di Annone, che fu sconfitto da Gelone di Siracusa e Terone di Agrigento. Sempre Erodoto nella metà del V secolo a.C. colloca i Liguri lungo la costa orientale dell'Iberia, definendoli "Ligues".
Il Periplo di Scilace, una descrizione delle coste del Mediterraneo e del Mar Nero datata tra il IV e il III secolo a.C., riporta la presenza dei Liguri mescolati agli Iberi tra i Pirenei e il fiume Rodano e dei "Liguri veri e propri" sulle coste tra il Rodano e il fiume Arno.
Diodoro nel IV sec. a.C., descrive il territorio della Liguria e dei suoi abitanti riferendosi in modo particolare a quella regione posta al centro dei territori abitati da popolazioni appartenenti a una stessa etnia, cioè i Liguri.
Apollonio Rodio (III secolo a.C.), nelle sue Argonautiche, racconta che il ritorno di Giasone fu un lungo peregrinare attraverso le vie fluviali dell'Europa (Danubio, Eridano). In questa occasione ebbe ad attraversare i territori dei Liguri, dai quali si nascose grazie a un intervento divino che mandò la nebbia.
Dionigi di Alicarnasso (I secolo a.C.) nelle Antichità romane, parlando degli Aborigeni, riporta l'opinione di alcuni secondo i quali essi sarebbero stati coloni dei Liguri e definisce questi ultimi "vicini degli Umbri", riportando che abiterebbero "molte parti dell'Italia e alcune parti della Gallia" ma che non si conosce il loro luogo di origine. Riferisce inoltre dei versi del Trittolemo di Sofocle (V secolo a.C.), che enumera i Liguri lungo la costa tirrenica a nord dei Tirreni e ancora riprende la notizia di Tucidide, relativa ai Sicani. Infine riferisce che i Liguri occupavano i passi delle Alpi e avrebbero lottato contro Ercole (citando il Prometeo liberato di Eschilo).
Nell'Eneide, Virgilio (I secolo a.C.), racconta che i Liguri furono una delle pochissime popolazioni che combatterono al fianco di Enea nella guerra contro i Rutuli. Virgilio nomina anche i loro condottieri, Cunaro e il giovane Cupavone: quest'ultimo era figlio e successore di Cicno.
Tacito riporta nel "Germania" che vi abitavano parecchie genti "Lygiorum nomen", in altre parole Liguri; non li riteneva dell'Italia, cosa che conferma la presenza di popolazioni di etnia ligure in quei territori, questa affermazione è molto importante ai fini della definizione dell'espansione territoriale dei Liguri all'interno dell'Europa.
Lo storico greco del I secolo d.C. Plutarco riferisce che, nella battaglia di Mario ad Aquae Sextiae (102 a.C.), i Liguri chiamavano sé stessi Ambrones, lo stesso nome dei Germani nemici (Ambroni). Questo ha fatto nascere l'ipotesi (in epoca moderna) che i Liguri vedessero nei Germani delle antiche parentele d'origine; in realtà è opinione comune che il termine fosse usato come loro grido di battaglia, per distinguersi da quello dalle milizie italiche-romane alleate.
Diversi autori (Diodoro Siculo, Virgilio, Livio, Cicerone) riportano come i Liguri ancora nel II secolo a.C. vivessero in condizioni primitive e ci consegnano l'immagine di un popolo semiselvaggio, ferino, i cui guerrieri incutono timore solo con il loro aspetto. Nel contempo vengono però sottolineate le qualità di solidarietà e onestà di una popolazione agricola e pastorale non ancora divisa in classi e in cui le donne affrontano le stesse fatiche degli uomini in una terra definita sassosa, sterile, aspra o coperta di alberi da abbattere. Non tutti gli autori antichi esprimono giudizi positivi, ad esempio Marco Porcio Catone definisce i Liguri ignoranti e bugiardi, un popolo che ha perso memoria delle proprie origini. Tutti questi elementi ci fanno capire come i Liguri, popolo antichissimo la cui diffusione in tempi remoti interessò gran parte del Mediterraneo occidentale, furono assoggettati con difficoltà dai Romani, nei confronti dei quali la mancanza di una cultura, di tradizioni radicate, di una identità, di un'unità politica e di una classe nobiliare con potere decisionale, furono motivo di debolezza non sufficientemente bilanciata dal vigoroso temperamento che li caratterizzava.

## Origine dei Liguri
Uno degli argomenti più dibattuti su questo popolo è legato alla loro origine.
Le fonti antiche romane e greche sono pochissime e non si sa quanto accurate. Come già accennato, nella fonte più antica (VIII secolo a.C.), Strabone citando Esiodo riferisce che i Liguri furono tra i più antichi abitanti dell'Occidente. Dionigi di Alicarnasso (I secolo a.C.) riferisce che non si conosce la loro origine.
Inoltre i Liguri, non conoscendo la scrittura, non hanno lasciato testimonianze dirette sui propri miti. Ciò ha lasciato ampio margine alla speculazione intellettuale, più o meno supportata da indizi indiretti di natura storica, archeologica, linguistica e recentemente genetica.

### Teorie sulle origini
Nel XIX secolo alcuni storici iniziarono a occuparsi dei Liguri. Questo avvenne soprattutto sotto la spinta della ricerca storica e linguistica a dare un costrutto alla teoria dei popoli indoeuropei.
Emersero ben presto in sostanza due teorie (con molte varianti):
- la tesi pre-indoeuropea, in cui si sostiene che i Liguri fossero un popolo pre-indoeuropeo;
- la tesi indoeuropea, in cui si sostiene che i Liguri siano tra i più antichi popoli indoeuropei.

Fermo restando che ancora oggi le opinioni sono contrastanti, la tesi che nel tempo ha trovato maggiori adesioni è quella pre-indoeuropea.
Pertanto gli antichi Liguri vengono ritenuti un gruppo di popoli inizialmente non indoeuropei (pre-indoeuropei), provenienti dalla penisola iberica e diffusosi in epoca preistorica in Linguadoca e nell'Italia nord-occidentale.
Successivamente, durante il Neolitico, a seguito di ondate migratorie i Liguri vennero a contatto con altri popoli che si fusero con l'etnia ligure preesistente, o che almeno ebbero su di essa una profonda influenza culturale.
Alcuni linguisti hanno trovato traccia di tre impatti culturali in successione:
- un contatto con elementi indoeuropei (III millennio a.C.), parlanti una lingua ancora non specializzatasi nelle varie lingue indoeuropee note, che portò i Liguri a essere essi stessi proto-indoeuropei, parlanti un miscuglio delle due lingue;

- un contatto con elementi proto-celtici (II millennio a.C.), parlanti una forma arcaica di lingua celtica, anche se i Liguri riuscirono a mantenere ancora parte della lingua antico-ligure;
- un contatto con elementi celtici[27] o celtizzati (dal 1000 a.C. in poi[28]).[senza fonte]

Secondo il linguista Villar, in epoca romana, la Liguria presentava per lo meno cinque strati ben identificati: latino, gallico, lepontico, antico europeo e pre-indoeuropeo.
L'etnia ligure rimase identificabile anche dopo la conquista romana: questi ultimi chiamavano ‘Liguri dai capelli lunghi’ (Ligures comati) la popolazione stanziata nelle zone più montuose della Liguria e dell'Appennino tosco-emiliano. Nelle Alpi Marittime molte tribù si mantennero ancora a lungo ostili ai Romani, continuando ancora a chiamarsi Ligures capillati al tempo di Augusto.
L'etnia ligure si dissolse nella "cittadinanza romana", con il progredire della romanizzazione nei territori conquistati.

#### Tesi pre-indoeuropea
Karl Viktor Müllenhoff (1818-1884), professore di antichità germaniche alle università di Kiel e di Berlino, studiando le fonti dell'Ora maritima di Rufio Festo Avieno (poeta latino vissuto nel IV secolo, ma che avrebbe utilizzato per la sua opera un periplo fenicio del VI secolo a.C.), ritenne che il nome dei Liguri fosse riferito genericamente a diverse popolazioni che vivevano nell'Europa occidentale, compresi i celti, ma ritenne i Liguri veri e propri come una popolazione pre-indoeuropea.
A favore di un'origine pre-indoeuropea, fu Henri d'Arbois de Jubainville, storico francese ottocentesco, che sostenne che i Liguri, insieme agli Iberi, costituissero i resti della popolazione autoctona che si era diffusa nell'Europa occidentale con la cultura della ceramica cardiale. Anche Amédée Thierry (1797-1873), storico francese, ritenne che i Liguri fossero da collegare agli Iberi, ma non si schierò in maniera decisa verso una delle tesi di base.
Sempre a favore di un'origine pre-indoeuropea, Arturo Issel, geologo e paleontologo genovese, che li considerò diretti discendenti dell'uomo di Cro-Magnon, e diffusosi a partire dal mesolitico in tutto l'Occidente europeo.
Recentemente, a parziale supporto della tesi pre-indoeuropea, ci sono le ricerche di genetica comparata, che evidenziano una significativa diversità genetica nelle popolazioni originarie dell'area ligure, langarola e monferrina. Alcune delle caratteristiche evidenziate le avvicinano ad altre popolazioni (basche, gallesi, bretoni), tradizionalmente indicate come rimanenze delle antiche popolazioni pre-indoeuropee.

#### Tesi indoeuropea
Dominique François Louis Roget de Belloguet ne sostenne invece un'origine "gallica". Del resto anche l'origine dei popoli gallici è ancora oggetto di dibattito e non bisogna dimenticare che i popoli celtici vengono identificati esclusivamente per mezzo delle loro lingue e delle loro culture. Durante l'età del ferro la lingua parlata, le divinità principali e la fattura dei manufatti portati alla luce in area ligure (vedi i numerosi torques) erano di tipo celtico. Bisogna infatti considerare che molte volte le divisioni nette tra le culture di un'epoca e un'altra e tra territori limitrofi sono frutto di una necessità di collocazione storica. Come nel resto d'Europa è probabile che una componente etnica pre-indoeuropea, in questo caso ligure, sopravvisse in epoca celtica e le successioni non furono sempre traumatiche ma di sovrapposizioni osmotiche.
Silcan sottolinea l'incertezza dei contemporanei nel distinguere i Liguri dai Celti e che all'epoca di Strabone si doveva ormai trattare di un unico popolo.
Secondo Bernard Sergent, l'origine della famiglia linguistica ligure - a suo parere imparentata alla lontana con quella celtica e quella italica - sarebbe da ricercare nella cultura di Polada e in quella del Rodano (prima età del bronzo), emanazioni meridionali della cultura di Unetice.

## Storia

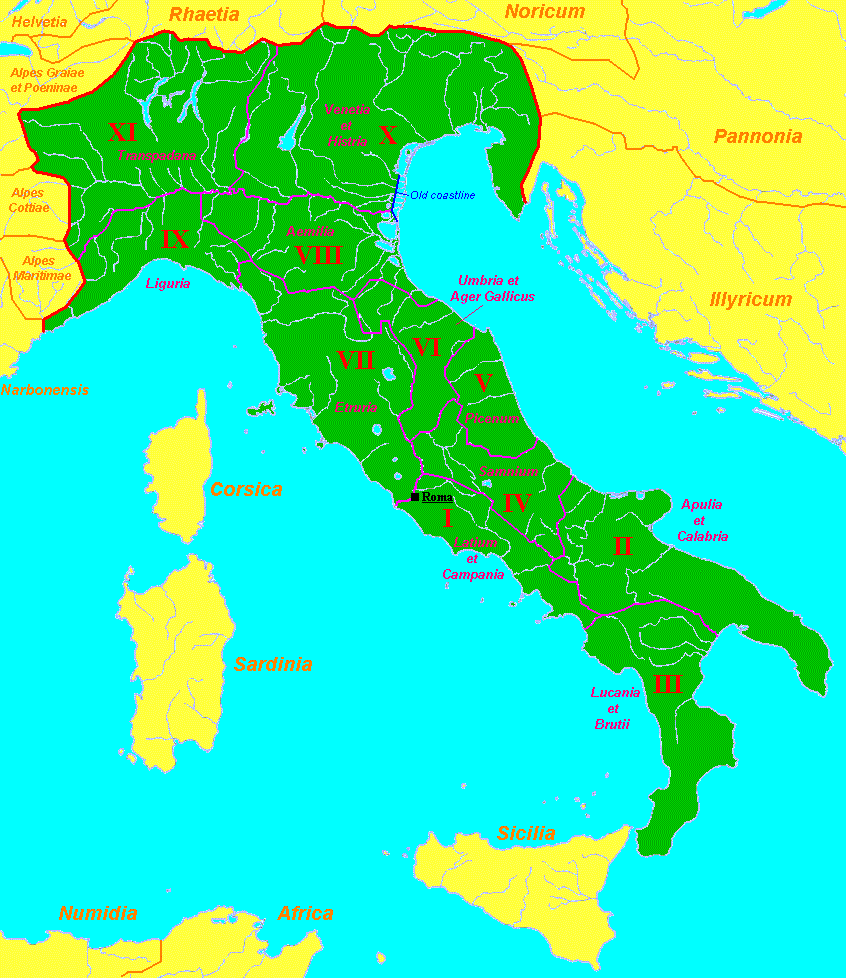
Liguria nell'Italia romana

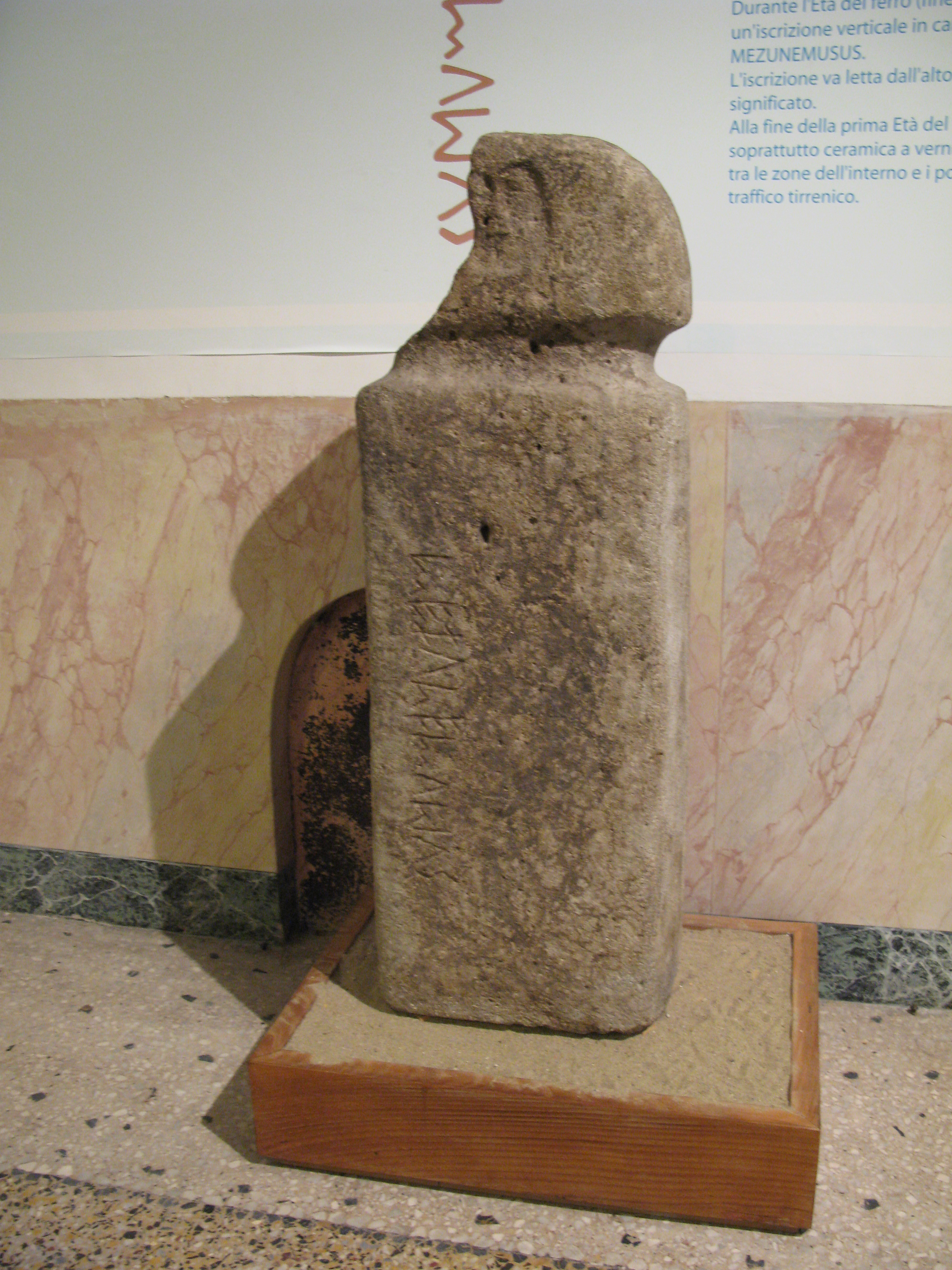
Statue stele
trovate in gran numero nel Levante ligure

Le più antiche tracce di sedentarizzazione rinvenute nella regione di Genova risalgono al Neolitico fino al V millennio a.C. Resti di abitazioni più recenti (un muro a secco) risalenti all'età del bronzo sono stati trovati anche alla foce del Bisagno.
Tra il X e il IV secolo a.C., i Liguri si trovano sopra Marsiglia. Secondo Strabone, i Liguri vivono in prossimità di numerose tribù celtiche, ma pur essendo "simili ai Celti nei loro modi di vita" sono un popolo diverso (ἑτεροεθνεῖς).
Tra il V e il IV secolo a.C. furono frequenti i contatti commerciali con Etruschi, Cartaginesi, Campani e principalmente con i Greci Ateniesi, ma nessuno di questi popoli riuscì a colonizzare i territori occupati allora dai Liguri.
Tra l'VIII e il V secolo a.C. anche tribù celtiche, probabilmente provenienti dall'Europa centrale, iniziarono a trasferirsi in zona. Avevano armi di ferro, che permisero loro di sconfiggere facilmente le tribù locali, ancora armate con armi di bronzo.
I Liguri e nuovi arrivati Celti si diffusero in tutta l'area, condividendo il territorio della regione tra i fiumi Po, Varo e Magra. Celti e Liguri in seguito iniziarono a mescolarsi tra loro e formare una cultura celto-ligure, con molte tribù. Ognuna con un insediamento in una valle o lungo un fiume, ognuna con il suo capo tribale. Di queste numerose tribù celto-liguri, i Salluvi s'insediarono a nord di Massalia, nella zona di Aix-en-Provence, mentre i Caturigi, Tricastini e Cavari si stabilirono a ovest del fiume Durance . Costruirono fortezze e insediamenti in cima alla collina: gli oppida. Oggi le tracce di 165 oppida si trovano nel Dipartimento del Varo e ben 285 nelle Alpi Marittime.

### Tra Celti ed Etruschi
A partire dal XII secolo a.C., dall'unione delle precedenti culture di Polada e Canegrate, ovvero dall'unione di popolazioni liguri preesistenti con l'arrivo delle popolazioni celtiche, contemporaneamente alla nascita della cultura di Hallstatt in Europa centrale e la cultura di Villanova nell'Italia centrale, si sviluppò una nuova civiltà che gli archeologi chiamano Golasecca dal nome del luogo in cui furono fatte le prime scoperte.
I Golasecchiani abitavano un territorio di circa 20000 km², dallo spartiacque alpino al Po, dalla Valsesia al Serio, gravitando attorno a tre centri principali: l'area di Sesto Calende, Bellinzona, ma soprattutto il centro protourbano di Como.
Con l'arrivo delle popolazioni galliche da oltre le Alpi, nel IV secolo a.C. questa civiltà celtico-ligure declina e termina.

### Le culture di Canegrate e Golasecca

Area di diffusione della cultura di Canagrate

La cultura di Canegrate (XIII secolo a.C.) potrebbe rappresentare la prima ondata migratoria di una popolazione nativa dal settore nord-occidentale delle Alpi che, attraverso i passi alpini, penetrò e si stabilì nella Pianura Padana occidentale tra il lago Maggiore e il lago di Como (cultura della Scamozzina). Portò una nuova pratica funeraria, la cremazione, che soppiantò l'inumazione. È stato anche proposto che una più antica presenza proto-celtica possa essere fatta risalire all'inizio dell'età del bronzo medio (XVI-XV secolo a.C.), quando l'Italia nord-occidentale appare strettamente legata alla produzione di manufatti in bronzo, tra cui ornamenti, ai gruppi occidentali della cultura dei tumuli (in Europa centrale, 1600 a.C. - 1200 a.C.). I portatori della cultura di Canegrate mantennero la loro omogeneità solo per un secolo, dopo di che si fusero con le popolazioni liguri e da questa unione diedero origine alla cultura di Golasecca, che oggi viene identificata con i Leponzi e altre tribù celto-liguri.
All'interno del territorio culturale di Golasecca, che divenne successivamente parte della Gallia Cisalpina, ora incluso in aree appartenenti a due regioni italiane (Lombardia occidentale e Piemonte orientale) e Canton Ticino in Svizzera, è possibile osservare che alcune aree con maggiore concentrazione di reperti, corrispondono ampiamente alle diverse facies archeologiche attestate nella cultura di Golasecca. Esse coincidono, in modo significativo, con i territori occupati da quei gruppi tribali i cui nomi sono riportati da storici e geografi latini e greci:
- Insubri: nella zona a sud del lago Maggiore, a Varese e parte di Novara, Sesto Calende, Castelletto sopra Ticino; dal V secolo a.C. quest'area rimane improvvisamente spopolata, mentre sorge il primo insediamento di Mediolanum (Milano).
- Leponti: nel Canton Ticino, con Bellinzona e Sopraceneri; nell'Ossola.
- Orobi: nella zona di Como e Bergamo.
- Laevi e Marici: in Lomellina (Pavia / Ticinum).

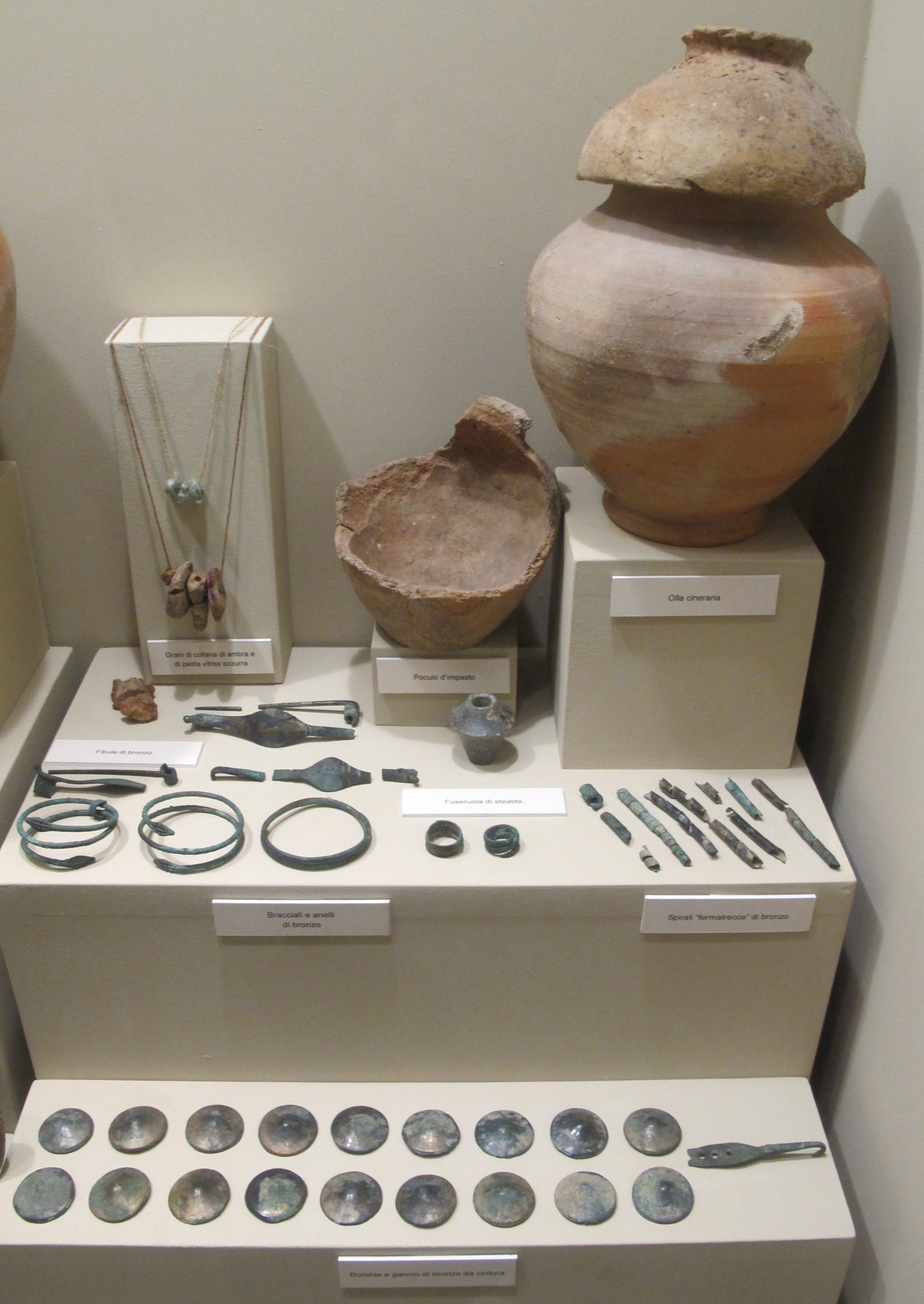
Ritrovamento di una tomba ligure del III secolo a.C. a Filicaia.
Museo nazionale di Villa Guinigi, Lucca

I Celti non s'imposero sulle tribù esistenti, ma si mescolarono a esse. Quando arrivarono gli Etruschi e i Romani, l'Italia nord-occidentale era abitata da una complessa rete di popolazioni celto-liguri con alcune differenze geografiche: in generale, a nord del Po (chiamato Gallia Transpadana in seguito dai Romani ), la cultura celtica prevalse in modo decisivo, mentre a sud (in seguito Gallia Cispadana ) l'impronta ligure continuò a lasciare tracce importanti.
Osservando l'Italia nord-occidentale a nord del fiume Po, mentre nella moderna Lombardia e nel Piemonte orientale emerse la cultura di Golasecca, nella parte più occidentale ci sono due principali gruppi tribali:
- Taurini nell'area di Torino
- Salassi nella moderna Ivrea e in Val d'Aosta.

### L'espansione etrusca e la fondazione di Genova
Nel VII secolo a.C., oltre ai greci, anche gli Etruschi cominciarono a spingersi nel Tirreno settentrionale, fino a quello che noi oggi chiamiamo Mar Ligure. Pur intrattenendo intensi scambi commerciali, di fatto erano concorrenti dei Greci, con cui spesso venivano a contrasto.
Dopo la battaglia di Alalia (VI secolo a.C.), gli Etruschi sembrarono primeggiare nel Tirreno e nell'Italia centrale.
La loro politica espansionistica era però differente da quella dei Greci: la loro espansione avveniva prevalentemente per via di terra, cercando via via di occupare le aree a loro confinanti. Pur essendo dei buoni marinai non fondavano colonie lontane, ma al limite empori destinati a supportare il commercio con le popolazioni locali. Questo creò un'ambivalenza nei rapporti con i Liguri; da una parte risultavano ottimi partner commerciali per tutti gli empori costieri, dall'altra, la loro politica espansionistica li portò a premere sulle popolazioni liguri stanziate a nord dell'Arno, facendole arretrare fino a dentro le aree montane.
Anche in questo caso, la capacità di opposizione ligure impedì agli Etruschi di andare oltre; anzi, sebbene tradizionalmente il confine tra l'area ligure e quella etrusca sia considerato il Magra, è testimoniato che tutti gli insediamenti etruschi a nord dell'Arno (es. Pisa), venivano periodicamente assaliti e saccheggiati dalle tribù liguri delle montagne.
Come già accennato, l'ostilità ai confini non impediva un intenso rapporto commerciale, testimoniato dalla grossa quantità di ceramiche etrusche ritrovate nei siti liguri. Di questo periodo è la fondazione dell'oppida di Genua (Genova, 500 a.C. circa); il nucleo urbano del Castello (forse un antico castelliere ligure) iniziò, per i fiorenti commerci, ad ampliarsi verso l'odierna Prè (la zona dei prati) e verso il Rivo Torbido. A tal proposito, alcuni studiosi ritengono che Genova fosse un emporio etrusco, e che, solo in un momento successivo, la tribù ligure locale ne prese il controllo (o si fuse con gli Etruschi).
A partire dall'inizio del V secolo a.C., la potenza etrusca cominciò a declinare: attaccati a nord dai Galli, a sud dai Greci e con le rivolte delle città controllate (es. Roma), la presenza etrusca tra i Liguri venne via via meno, rafforzandosi quella massaliota e gallica.
Da quel momento Genova, abitata dai Liguri Genuati, fu considerata dai Greci, dato il suo forte carattere commerciale, "l'emporio dei Liguri": legname per la costruzione navale, bestiame, pelli, miele, tessuti erano alcuni dei prodotti liguri di scambio commerciale.

### Lo scontro con i Romani (III-II secolo a.C.)

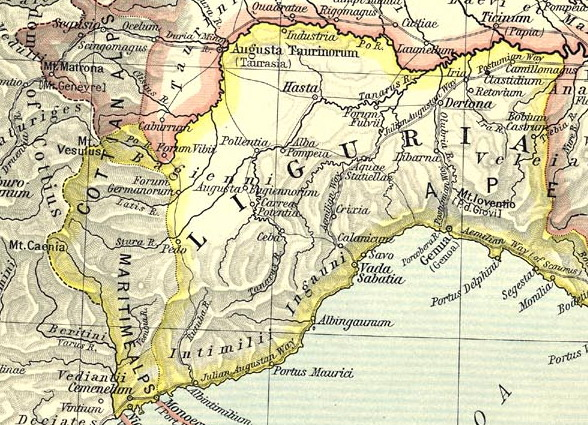
Il territorio della Regio IX Liguria augustea

Nel III secolo a.C., i Romani, avendo avuto ragione degli Etruschi e integrato i loro territori, si trovarono a diretto contatto con i Liguri. L'espansionismo romano puntava però verso i ricchi territori della Gallia e della penisola iberica (allora sotto il controllo cartaginese), e il territorio dei Liguri era sulla strada (controllavano le coste liguri e le Alpi meridionali).
All'inizio i Romani ebbero un atteggiamento piuttosto accondiscendente: il territorio dei Liguri era considerato povero, mentre la fama dei suoi guerrieri era nota (li avevano già incontrati in qualità di mercenari), infine erano già impegnati nella prima guerra punica e non erano intenzionati ad aprire nuovi fronti; pertanto cercarono innanzitutto di farseli alleati. Però, malgrado i loro sforzi, solo poche tribù liguri fecero con i Romani accordi di alleanza (famosa l'alleanza con i Genuati), le restanti si dimostrarono subito ostili.
Le ostilità furono aperte nel 238 a.C. da una coalizione di Liguri e di Galli Boi, ma i due popoli si trovarono ben presto in disaccordo e la campagna militare si arrestò con lo sciogliersi dell'alleanza. Intanto una flotta romana comandata da Quinto Fabio Massimo sbaragliò le navi liguri sulla costa (234-233 a.C.), permettendo ai Romani il controllo della rotta costiera da e per la Gallia.
Con lo scoppio della seconda guerra punica (218 a.C.) le tribù liguri ebbero atteggiamenti differenti:
- una parte (le tribù del ponente, quelle apuane e appenniniche) si allearono con i Cartaginesi, fornendo soldati alle truppe di Annibale quando giunse in Nord Italia (speravano che il generale cartaginese li liberasse dal vicino romano);
- un'altra parte (i Genuati, le tribù del levante e i Taurini) si schierarono in appoggio ai Romani.

I Liguri pro-Cartagine parteciparono alla battaglia della Trebbia, in cui i Cartaginesi ottennero la vittoria. Altri Liguri si arruolarono nell'esercito di Asdrubale, quando questi calò in Italia (207 a.C.), nel tentativo di ricongiungersi con le truppe del fratello Annibale. Nel porto di Savo (l'attuale Savona), allora capitale dei Liguri Sabazi, trovarono riparo le navi triremi della flotta cartaginese del generale Magone Barca, fratello di Annibale, destinate a tagliare le rotte commerciali romane nel mar Tirreno.
Ai Liguri pro-romani, all'inizio non andò altrettanto bene. Annibale, appena superate le Alpi, attaccò i Taurini (218 a.C.) e distrusse la loro capitale. Nel 205 a.C., Genua fu attaccata e rasa al suolo da Magone.
Con il rovesciamento delle sorti della seconda guerra punica, ritroviamo Magone (203 a.C.) tra gli Ingauni, a tentare di bloccare l'avanzata romana: subì una grave sconfitta che gli costò anche la vita; nello stesso anno venne riedificata Genua. Truppe liguri sono ancora presenti, come truppa scelta di Annibale, alla battaglia di Zama nel 202 a.C., che decretò la sconfitta di Cartagine.
I Romani, con l'appoggio dei federati liguri, presero il controllo del territorio, creando la IX Regio dell'Impero romano (chiamata Liguria), la quale si estendeva dalle Alpi Marittime e Cozie, al Po, al Trebbia e al Magra.
Con la fine della seconda guerra punica però non erano finite le ostilità. Delle tribù liguri, dei Galli e truppe cartaginesi sbandate, partendo dai territori montani, continuavano a lottare con tattiche di guerriglia. Così i Romani furono costretti a continue operazioni militari in Nord Italia.
Nel 201 a.C. gli Ingauni furono costretti alla resa. Nel 200 a.C., Liguri e Boi saccheggiarono e distrussero la colonia romana di Piacenza, controllando di fatto il guado più importante della Pianura Padana.
Solo nel 197 a.C. i Romani, sotto la guida di Minucio Rufo, riuscirono a riprendere il controllo dell'area piacentina sottomettendo i Celelati, i Cerdiciati, gli Ilvati e i Galli Boi e occupando l'oppida di Casteggio.
Seguì una seconda fase del conflitto (197-155 a.C.), caratterizzato dal fatto che i Liguri si trincerarono sull'Appennino, da dove periodicamente scendevano per saccheggiare i territori circostanti. I Romani, dal canto loro, organizzavano continue spedizioni sulle montagne, sperando di snidare, accerchiare e sconfiggere i Liguri (avendo cura di non essere distrutti con imboscate). Nel corso di tutta la guerra i Romani vantarono quindici trionfi e almeno una grave sconfitta.
Storicamente l'inizio della campagna viene datato al 193 a.C. per iniziativa dei conciliabula (federazioni) dei Liguri, che organizzano una grande scorreria spingendosi fino alla riva destra del fiume Arno. Seguirono delle campagne romane (191, 188 e 187 a.C.), vittoriose ma non risolutive.
Con la campagna del 186 a.C., i Romani vennero battuti dai Liguri Sengauni sul monte Caprione. Nella battaglia, che avvenne in un luogo stretto e dirupato, i Romani persero circa 4 000 soldati, tre insegne d'aquila della seconda legione e undici vessilli degli alleati latini. Inoltre, nello scontro rimase ucciso anche il console Quinto Marzio. Si pensa che il luogo della battaglia e della morte del console abbia dato origine al toponimo di Marciaso o a quello del canale del Marzo (Saltus Marcius) monte Caprione nel comune di Lerici e vicino ai ruderi della città di Luni, che sarà poi fondata dai Romani. Tale monte aveva un'importanza strategica perché da esso si controllava la valle del Magra e il mare.
Nel 185 a.C., si ribellarono anche gli Ingauni e gli Intimeli, che riuscirono a resistere alle legioni romane fino al 180 a.C. Gli Apuani, i Liguri alpini e quelli del lato "piemontese" resistettero ancora.
Volendo però "disporre" della Liguria per la loro prossima conquista della Gallia, i Romani approntarono una grande armata di quasi 36 000 soldati, agli ordini dei proconsoli Publio Cornelio Cetego e Marco Bebio Tamfilo, con l'obbiettivo di porre fine all'indipendenza ligure.
Nel 180 a.C. i Romani inflissero una gravissima sconfitta ai Liguri (soprattutto agli irriducibili Liguri Apuani), e ne deportarono ben 40 000 nella regione del Sannio (ove sorsero i due insediamenti dei Liguri Bebiani e Corneliani). A questa deportazione ne seguì un'altra di 7 000 Liguri nel corso dell'anno successivo. Questi sono stati uno dei pochi casi in cui i Romani hanno deportato popolazioni sconfitte in un numero così elevato. Nel 177 a.C. altri gruppi di Liguri Apuani si arresero alle forze romane, mentre la campagna militare continuava più a nord. Le tribù liguri superstiti, ormai isolate e in assoluta inferiorità, continuarono però a lottare.
In successione, Frinati (175 a.C.), Statielli (172 a.C.), i Liguri alpini (162 a.C.) e i Velleiati (158 a.C.), dovettero arrendersi. Le ultime resistenze liguri, i Sengauni, sul territorio del Monte Carpione furono vinte solo nel 155 a.C. dal console Marco Claudio Marcello (da lui il nome del Borgo di Montemarcello).
Le ultime tribù liguri (es. Vocontii e Salluvi) ancora autonome, che occupavano parte della Provenza, vennero sottomesse nel 124 a.C. Un discorso a parte merita il Regno dei Cozii che, grazie a un'oculata alleanza con i Romani, rimase formalmente indipendente fino alla metà del I secolo d.C., al tempo di Nerone, quando ormai la popolazione era completamente romanizzata.
Nel corso della campagna i Romani fondarono, su agglomerati preesistenti, le colonie di Lucca (180 a.C.) e di Luni (177 a.C.), originariamente concepite come avamposti militari per il controllo del territorio e come basi di rifornimento per le legioni impegnate nella guerra.
Dopo la loro sconfitta definitiva, alcuni contingenti di Liguri operarono per qualche tempo come ausiliari negli eserciti romani, combattendo nella guerra contro Giugurta e nella campagna contro i Cimbri e i Teutoni. Una legione di Liguri era stanziata a Olbia per opporsi alle incursioni dei Sardi dell'interno.
Nell'anno 6 d.C. Genova divenne il centro della IX regione dell'Italia augustea e le popolazioni liguri si avviarono verso la definitiva romanizzazione.

## Società
I Liguri non formarono mai uno Stato centralizzato, erano infatti divisi in tribù indipendenti, a loro volta organizzate in piccoli villaggi o castellari. Rari gli oppida, a cui corrispondevano le capitali federali delle singole tribù o empori commerciali importanti.
Il comprensorio di una tribù era nella quasi totalità di proprietà pubblica, solo una piccola percentuale del terreno (il coltivato) era "privato", nel senso che, dietro il pagamento di una piccola tassa, era dato in concessione. Solo in età tarda, si sviluppa il concetto di proprietà privata, ereditabile o vendibile.
Riflettendo il carattere decentralizzato dell'etnia, i Liguri non disponevano di una struttura politica centralizzata. Ogni tribù decideva per sé, anche in contrasto con le altre tribù; a testimonianza di questo, sono le opposte alleanze che nel tempo le tribù liguri fecero nei confronti di Greci, Etruschi e Romani.
All'interno delle tribù prevale uno spirito egualitario e comunitario. Se anche è presente una classe gentilizia, questa è temperata da "comizi tribali" a cui partecipano tutte le classi; non sembrano esserci magistrature preorganizzate. Non esistevano nemmeno capi dinastici: il "re" ligure era eletto come condottiero di una tribù o di una federazione di tribù; solo in età tarda comincia a emergere una vera e propria classe aristocratica di tipo dinastico. In origine non esisteva la schiavitù: i prigionieri di guerra venivano massacrati o sacrificati.
I racconti della fondazione di Massalia, ci forniscono alcune interessanti informazioni:
- avevano un forte senso dell'ospitalità;
- le donne si sceglievano il marito, dimostrando un'emancipazione sconosciuta ai popoli orientali.

A tal proposito, sempre Diodoro Siculo nel I secolo a.C. scrive che le donne prendono parte ai lavori di fatica accanto agli uomini. Narrazioni di Tacito, presenti nelle Historiae, ma anche di Strabone, raccontano di coraggiose donne dedite al lavoro.

### Abbigliamento
Diodoro Siculo riporta l'uso di una tunica stretta in vita da una cintura in cuoio e chiusa da un fermaglio generalmente bronzeo. Altri capi utilizzati erano mantelli detti "saghi", e durante l'inverno pelli animali per ripararsi dal freddo. Elemento caratteristico era la fibula, usata per chiudere le vesti e i mantelli, fatta di ambra (importata dal Baltico) e pasta vitrea, arricchita di elementi ornamentali in osso o pietra.

### I guerrieri e l'esercito

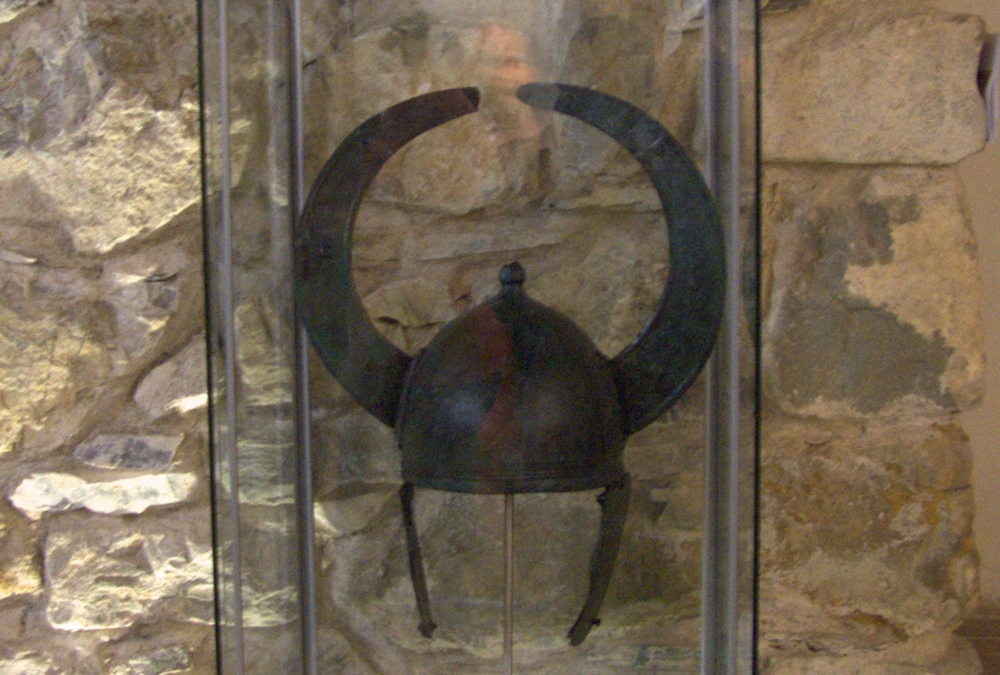
Riproduzione dell'elmo di Pulica

Diodoro Siculo descrive i Liguri come nemici assai temibili: pur non essendo particolarmente imponenti dal punto di vista fisico, la forza, la volontà e la tenacia fa di loro dei guerrieri più pericolosi dei Galli. A riprova di questo, i guerrieri liguri erano molto ambiti in qualità di mercenari e più volte le potenze mediterranee andarono in Liguria a reclutare eserciti per le loro spedizioni (ad esempio, le truppe d'élite di Annibale erano costituite da un contingente di Liguri).
L'armamento variava in base al ceto e all'agiatezza del proprietario, in generale però la grande massa dei guerrieri liguri era sostanzialmente fanteria leggera, armata in maniera povera. L'arma principale era la lancia, con cuspidi che potevano superare un cubito (circa 45 cm), seguiva la spada, di foggia gallica (spesso scadente perché fatta con metalli dolci), molto raramente i guerrieri erano equipaggiati di arco e frecce. La protezione era affidata a uno scudo oblungo di legno, sempre di tipologia celtica (ma a differenza di quest'ultimo sprovvisto di umbone metallico) e un elmetto semplice, di tipo Montefortino; non si conosce l'uso di corazze, anche se è possibile che i guerrieri più ricchi possedessero armature in materiale organico analogamente ai Galli oppure linothorax sul modello greco.

La tattica si basava principalmente sulle imboscate e sul combattimento corpo a corpo.

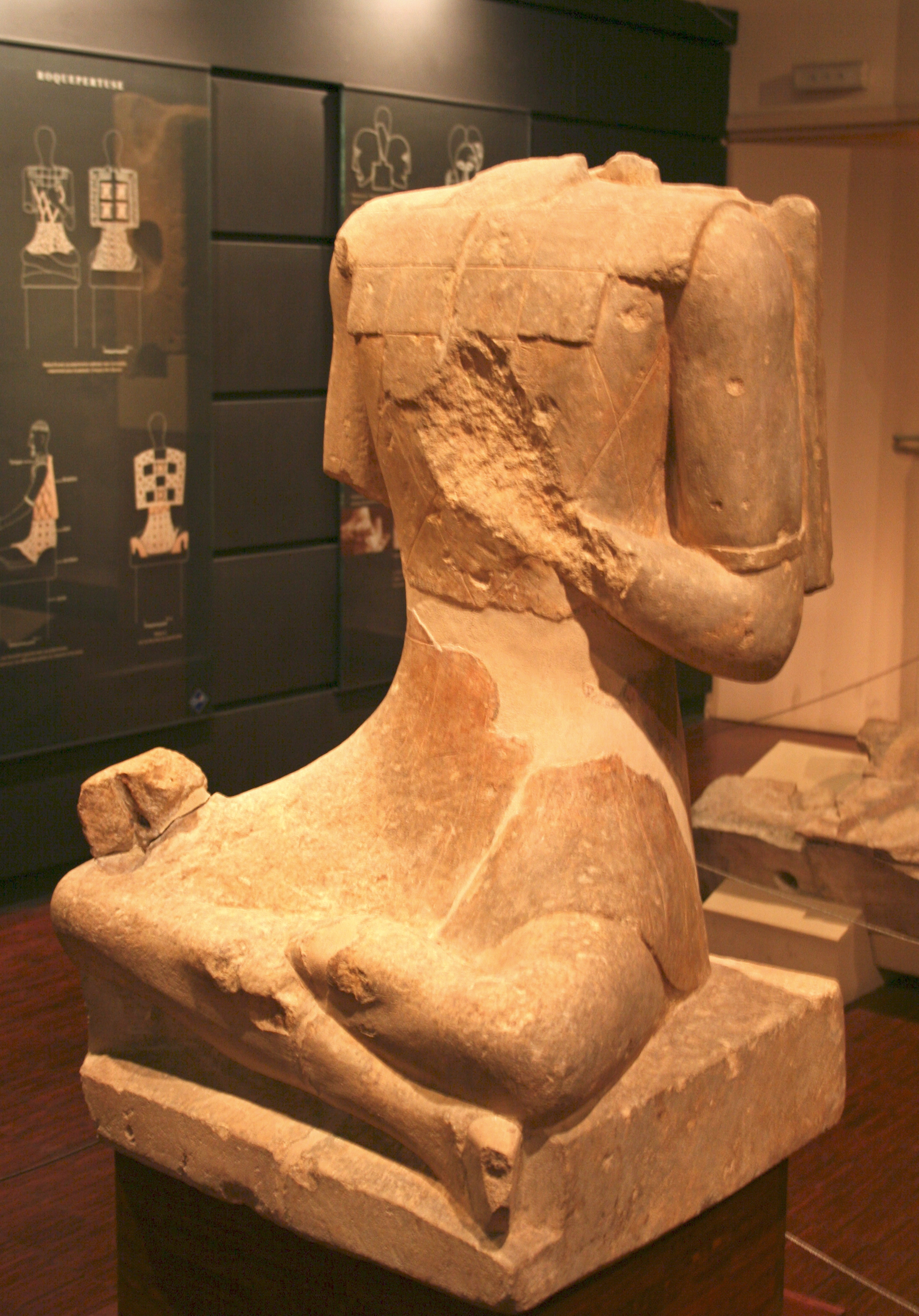
Roquepertuse: statua del guerriero

In antichità, un'attività collaterale alla marineria era la pirateria, e i Liguri non facevano eccezione. Se ritenevano opportuno, assalivano e depredavano le navi in navigazione lungo la costa. La cosa non deve stupire: già in antichità il modo più veloce per ottenere beni è rubarli. Del resto le continue scorrerie delle tribù liguri nei territori dei popoli vicini è ben documentato, e costituisce una voce importante nella loro economia.

### Tribù liguri
Malgrado le fonti giunte a noi siano poche, confuse e qualche volta contraddittorie, i ricercatori hanno cercato di mettere ordine alla struttura etnica di questo antico popolo. Per cui sono state individuate alcune delle tribù (o pagu) in cui i Liguri si raggruppavano:

#### Area "litoranea"
- Salluvi, Deciati e Oxubii che vivevano a ovest delle Alpi;[58]
- I Vediantii, che abitavano l'attuale zona di Nizza;
- I Tigulli, insediati nella Riviera di Levante fino a Framura;
- I Genuati, insediati nella zona di Genova;
- I Sabazi, insediati nel Savonese (Vada Sabatia e Savo Oppidum Alpinum), tra la zona del Rio Termine e il Finalese (Finale Ligure);
- I Docilii, insediati tra la zona delle Albisole (Albissola Marina) (Alba Docilia) e il Varazzino (Varazze), fino al contrafforte appenninico del Colle del Giovo Ligure e Sassello.
- Gli Ingauni, insediati nel territorio di Albenga, da Diano Marina fino alla Rocca e altipiano di Caprazoppa (abitato fin dal Paleolitico) e Verezzi;
- Gli Intemeli, insediati nella Riviera di Ponente, nei pressi di Ventimiglia (Albintimilium) fino a Cervo (Italia);
- I Sengauni, sulle alture del Golfo della Spezia, dalla Val di Vara sino al Carpione e al Fiume Magra (Tavola Peutingeriana). Spesso confusi con gli Apuani, ma in realtà di zone differenti, come ben indicato sulla Tavola Peutingeriana

#### Area "interna-appenninica"
- I Friniati, insediati all'interno, nell'Appennino, tra le attuali province di Parma (valli del Parma e dell'Enza), Reggio Emilia, Modena (una vasta zona dell'Appennino modenese è denominata Frignano pare proprio dal nome della tribù ligure dei Friniati) e Pistoia;
- Gli Ilvati o "Eleati" (poi detti Veleiates) erano insediati nell'Appennino parmense (Valli Taro, Ceno e forse Baganza), piacentino (Valli Nure, Trebbia, Tidone) e in parte genovese (alta Trebbia, Val d'Aveto) e forse fin nelle alte Valli Staffora (PV) e Curone (AL) (centro principale in età romana: il Municipio di Velleia);
- I Veituri (suddivisi nelle sottotribù degli Utrines, Sestrines, Mentovines e dei Langenses), insediati nell'attuale Ponente genovese e in Val Polcevera, dove nel 1506 fu rinvenuta la nota tavola bronzea di Polcevera, redatta a Roma nel 117 a.C.;
- Gli Apuani, in Lunigiana, Garfagnana e Versilia; Il loro territorio si situava tra la sponda nord del lago Massaciuccoli e i torrenti Pedogna e Fegana (affluenti del corso medio del Serchio) a sud e la cresta dell'Appennino dalla Foce a Giovo al Monte Zatta e al Bracco a nord, a ovest indicativamente sino alla sponda sinistra della Magra.

#### Area "piemontese"
- Gli Statielli,[58] insediati nell'odierna provincia di Alessandria nel territorio di Acqui, nelle valli delle due Bormide e degli affluenti Orba e Belbo;
- I Dectunini, insediati nel tortonese e nel novese;
- I Bagienni (o Vegenni),[58] insediati nell'area tra l'alta valle del Tanaro e lo Stura di Demonte, il centro principale in età romana era Augusta Bagiennorum - ora Bene Vagienna; altro centro degno di nota Beinette;
- Gli Epanteri tribù montane che in origine erano stanziati nella zona del Roero, ma si sono addentrati fino alla Val Bormida;
- I Caburriati[58] che in origine erano stanziati nella zona tra il Pellice e il Po;
- I Taurini che occupavano la piana prospiciente le valli di Susa e Lanzo (secondo Tito Livio e Strabone occupavano anche le valli e controllavano i relativi passi);
- I Libui stanziati nel basso vercellese;
- Maielli[58] lungo le valli alpine a occidente di Torino;
- Veneni, Turri, Soti, Bimbelli e Casmonati di incerta collocazione, ma comunque a oriente delle Alpi Marittime e Cozie.[58]

#### Area centro padana
- I Levi e i Marici, insediati nella zona attorno al Po (province di Pavia e Alessandria);

#### Area "provenzale"
* I Segobrigi (o Commoni), abitanti della Provenza e protagonisti della leggenda greca di Massalia;

#### Area "Linguadoca"
* Gli Elisici abitanti della zona tra i Pirenei e l'Aude sono nominati per la prima volta da Ecateo che dice che sono Liguri assoggettati agli Iberi. Parteciparono alle campagne di Annibale in Italia contro Roma. Narbona era il loro centro più importante.

#### Area corso-sarda
- I Corsi abitavano la Corsica e l'estremo nord-est della Sardegna.[68] La leggenda, riportata da Sallustio e altri autori, narra che una donna ligure di nome Corsa pascolando i suoi armenti si spinse fino all'isola che prenderà poi in suo onore il nome di Corsica.[69] Pausania il Periegeta riferisce che una parte dei Corsi si trasferì poi dalla Corsica in Sardegna.[70]

## Religione

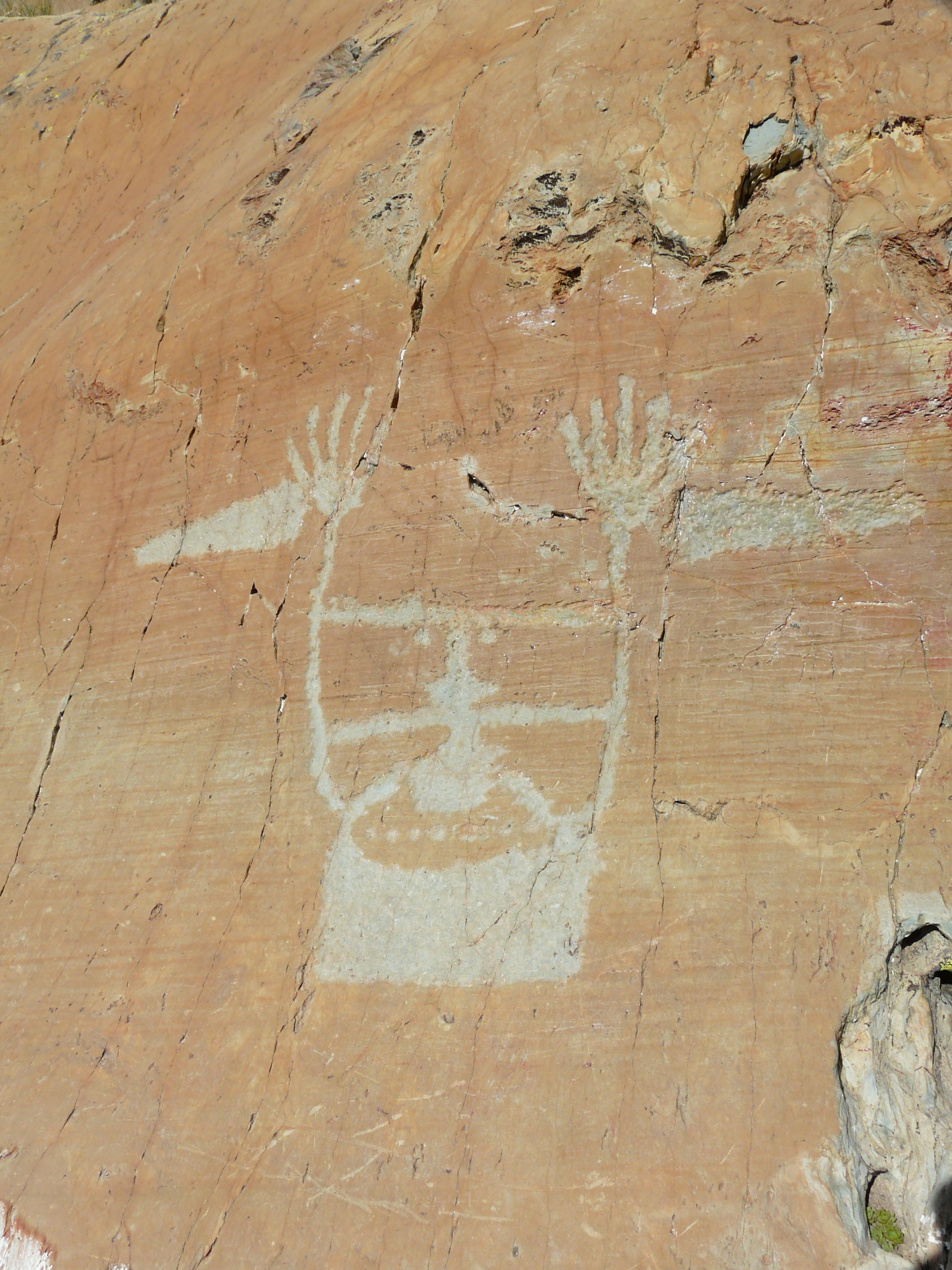
Incisione rupestre, Monte Bego

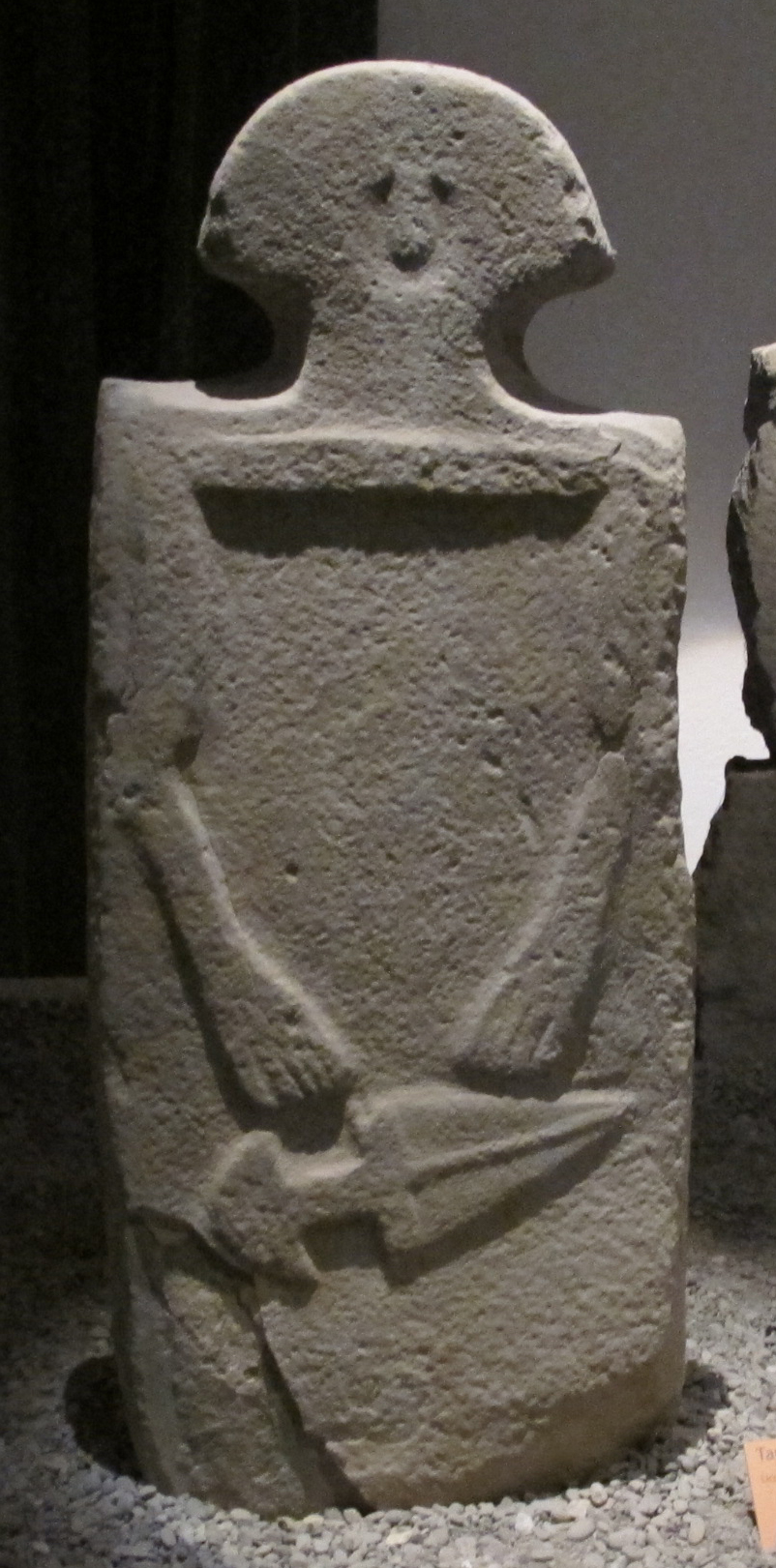
Stele di Taponecco

Come per il resto degli aspetti, ci sono pervenute poche testimonianze, per lo più di natura archeologica.
Tra le testimonianze più importanti, vanno segnalati i siti sacri montani (Monte Bego, Monte Beigua) e lo sviluppo del megalitismo (statue-stele della Lunigiana).
La spettacolare Valle delle Meraviglie del Monte Bego è il sito più rappresentativo dei numerosi siti sacri ricoperti di incisioni rupestri, e in particolare di coppelle, canalette e vasche rituali. Questi ultimi indicherebbero che parte fondamentale dei riti degli antichi Liguri, prevedessero uso dell'acqua (o latte, sangue?). Il sito del Monte Bego ha un'estensione e spettacolarità paragonabile ai siti della Val Camonica. Altro luogo interessante, che presenta una roccia in cui sono scavate canalette, vaschette e coppelle, è il cosiddetto "Ciappo delle conche" e il limitrofo "Ciappo dei ceci" a Orco Feglino. Un altro importante centro sacro è il Monte Beigua, ma la realtà è che moltissimi promontori della Liguria e dell'arco alpino presentano questi tipi di centri sacri.
L'altra testimonianza di rilievo è il proliferare di manifestazioni megalitiche, la cui più spettacolare e originale è quella delle statue stele nella Lunigiana. Queste particolari pietre oblunghe, conficcate nel terreno dei boschi, terminavano con teste umane stilizzate, e potevano essere dotate di braccia, attributi sessuali e oggetti significativi (es. pugnali). Del loro reale significato si è perso la memoria, oggi si ipotizza che rappresentassero:
- dei;
- antenati ed eroi divinizzati;
- la nascita dal grembo materno a simboleggiare la provenienza della loro razza scaturita direttamente dal grembo della terra e della natura.

Le teste, così tanto rappresentate, per i Liguri erano la sede dell'anima, il centro delle emozioni e il punto del corpo dove erano concentrati tutti i sensi, di conseguenza l'essenza del divino e da qui il suo culto.
In linea di massima, si ritiene che la religione ligure fosse piuttosto primitiva, rivolta a dei numi tutelari soprannaturali, rappresentanti le grandi forze della natura, e dai quali si poteva ottenere aiuto e protezione tramite la loro divinazione.
Il proliferare di centri sacri in prossimità delle vette, starebbero a indicare il culto di maestosi numi celesti, rappresentati dalle alte vette: in effetti Beg- (da cui Baginus e Baginatie), Penn- (trasformato poi con la romanizzazione in Iuppiter Poeninus e nell'Appenninus pater) e Alb- (da cui Albiorix) sono indicati come numi tutelari delle vette liguri.
Sono citati anche numi come Belenus e Bormo, legati al culto delle acque, e il culto delle Matronae (da cui il santuario di Mons Matrona, oggi Monginevro).
Tra le moltissime incisioni, significativa è la presenza della figura del toro, anche solo stilizzato tramite il simbolo delle corna, questo starebbe a indicare il culto di una divinità taurina, maschile e fecondatrice, già nota alle culture anatoliche e semitiche.
Un altro nume di rilievo era Cicnu (il cigno), che rappresenta forse la divinizzazione di un mitico re antico (il Cicno dei Greci) oppure, come per molte culture nordiche, l'animale totemico associato al culto del sole.
Grazie al lungo contatto con le popolazioni celtiche, probabilmente i Liguri acquisirono credenze e miti provenienti da quel mondo. Sicuramente, a partire dal VII secolo a.C., i corredi funerari sono simili a quelli riscontrabili presso popolazioni di cultura celtica.
Estratto da Marco Anneo Lucano sulla religione dei liguri :
Crinibus effusis toti praelate Comatae :
Et quibus immitis placatur sanguine diro
Teutates, horrensque feris altaribus Hesus ;
Et Taranis scythicae non mitior ara Dianae.
Vos quoque, qui fortes animas, belloque peremtas,
Laudibus in longum vates demittitis aevum,
Plurima securi fudistis carmina, bardi.
Et vos barbaricos ritus, moremque sinistrum
Sacrorum, druidae, positis repetistis ab armis.»
traduzione :
Eccovi liberi, Comate dai lunghi capelli erranti sulle spalle bianche; e tu, Liguri, la cui fronte è senza capelli, ma il cui valore è più celebrato. Tu che plachi con inondazioni di sangue umano Teuta lo spietato, l'orribile altare di Hesus, e Taranis più crudele della taurica Diana; voi che ravvivate anime forti perse in battaglia, cantori la cui lode dà l'eternità, bardi! non hai più paura di ripetere i tuoi inni; druidi! riprendi i tuoi riti barbari, i tuoi sanguinosi sacrifici che la guerra aveva abolito.

## Economia
L'economia ligure era basata su un'agricoltura primitiva, sulla pastorizia, sulla caccia e sullo sfruttamento delle foreste. Diodoro Siculo scrive dei Liguri:
(Diodoro Siculo, in Luca Ponte, Le genovesi)
Grazie al contatto con i "cercatori di metallo" del bronzo, i Liguri si dedicarono anche all'estrazione dei minerali e alla metallurgia; anche se la maggior parte del metallo in circolazione è di provenienza centroeuropea.
Importante è l'attività commerciale. Già in epoca antichissima i Liguri erano noti nel Mediterraneo per il commercio della preziosissima ambra baltica. Con lo sviluppo delle popolazioni celtiche i Liguri si ritrovarono a controllare un cruciale accesso al mare, divenendo (a volte loro malgrado) custodi di un'importante via di comunicazione.
Pur non essendo rinomati navigatori, arrivarono ad avere una piccola flotta marittima, e la loro attitudine alla navigazione viene così descritta:
(Ibidem)

## Lingua
Della lingua parlata si conoscono solo antroponimi e toponimi (tipici i suffissi -asca o -asco = desinenza per villaggio). Non conoscendo la scrittura, non hanno lasciato propri testi.
Tra le località con suffisso -ascu, -oscu o -uscu possiamo citare Manosque, Tarascon, Venasque, Artignosc, Branoux, Flayosc, Greasque, Lantosque, Gordolasque, Vilhosc, Chambost, Albiosc, Névache, Grillasca, Palasca, Popolasca, Salasca, Asco in Francia e Benasque, Velasco o Huesca in Spagna. Arlanc, Nonenque e l'antico nome di Gap (Vappincum) sono del tipo -incu. Il tipo -elu è rappresentato da Cemenelum (ora Cimiez)
Lo studio della toponomastica ha rivelato la presenza di elementi liguri nelle Alpi occidentali e nell'Appennino nord-occidentale, in Valle d'Aosta (Barmasc e Périasc nell'alta valle d'Ayas), in Piemonte, Liguria, Lombardia, Emilia, Toscana, Umbria, Lazio; ve ne sono anche Linguadoca e Rossiglione, in alcune parti della penisola iberica, in Sicilia (il paese degli Elimi, nella Valle del Rodano e in Corsica (Grillasca, Palasca, Popolasca, Salasca, Asco).
La tesi comune è che si tratti di un'antica lingua pre-indoeuropea, successivamente influenzata da lingue celtiche (gallico) e latine, e quindi indoeuropizzata.
Altre tesi sostengono che l'antico ligure sarebbe stato una variante della lingua celtica, cugino del gallico.

## Cultura

### Architettura
Il castelliere costituisce uno dei siti più caratteristici del popolo ligure. Situato in cima a un promontorio (o una posizione rialzata), era costituito da un mastio centrale, terrapieni e con una o più cinte murarie concentriche; il tutto realizzato con la tecnica dei muri a secco, usando spesso pietre ciclopiche. Sebbene alcuni ospitassero villaggi, i castellari sono per lo più strutture militari usate per il controllo del territorio, l'acquartieramento dei soldati o come rifugio in caso di invasione. Ne furono costruiti molti, per lo più nelle zone di confine contro i popoli che si stavano espandendo verso di loro (Greci, Etruschi e Galli).
I villaggi liguri erano formati da poche capanne sparse, preferibilmente a "mezza costa" di pendii montagnosi o collinari. La posizione elevata aveva una duplice funzione, ovviamente di controllare meglio il territorio, ma soprattutto di stare lontano dalle zone, sì più pianeggianti, ma insalubri. Infatti, bisogna tenere in considerazione le condizioni bio-climatiche dell'area occupata dai Liguri nel II e I millennio a.C., dense di paludi costiere o selve acquitrinose. Solo millenni di abbattimenti, bonifiche e operazioni sul territorio sono riusciti a rendere le pianure vivibili per come oggi le conosciamo.